# Veit Ludwig von Seckendorff

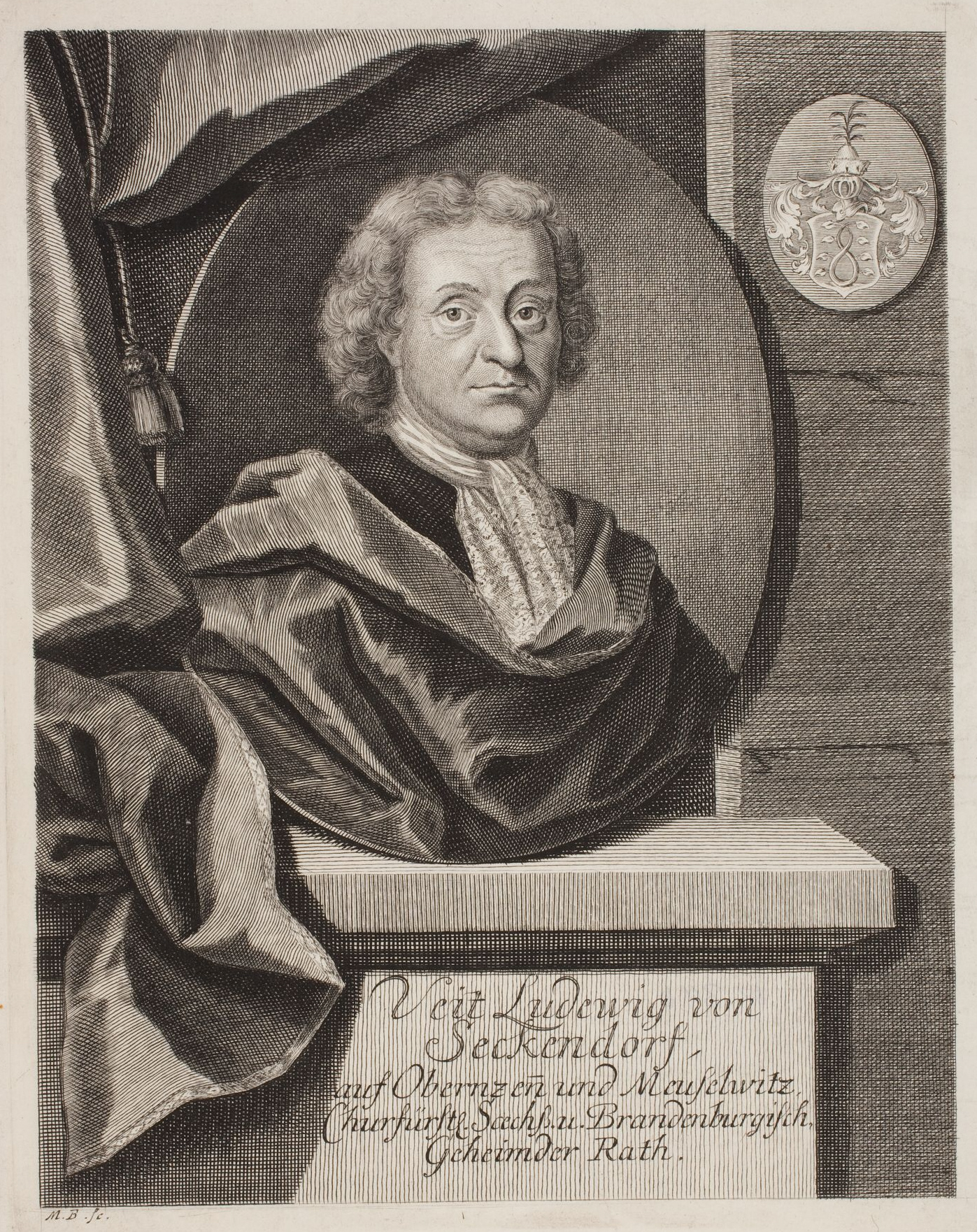
Veit Ludwig von Seckendorff (Kupferstich von Martin Bernigeroth)

Veit Ludwig von Seckendorff (* 20. Dezember 1626 in Herzogenaurach; † 18. Dezember 1692 in Halle (Saale)) war ein Gelehrter und Staatsmann. Er gilt als Hauptvertreter des älteren deutschen Kameralismus.

## Leben

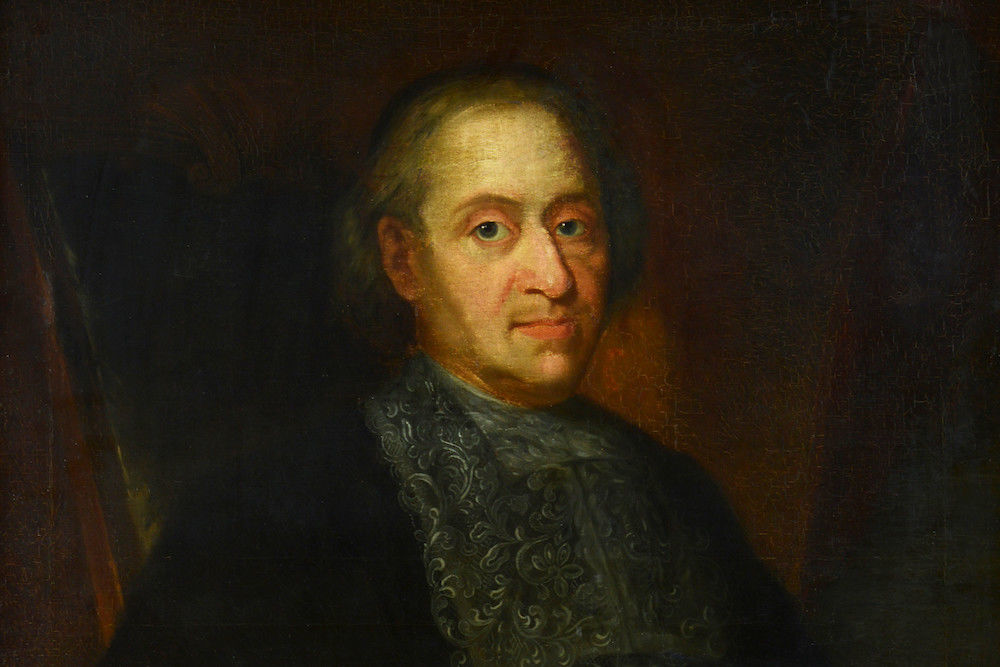
Veit Ludwig von Seckendorff, Kopie eines Originalbildes aus dem zerstörten Schloss Meuselwitz bei Altenburg (Kopie: Wilhelm Karl Junker)

Veit Ludwig, der Sohn des von den Schweden wegen Verrats 1642 enthaupteten Obersten Joachim Ludwig von Seckendorff (siehe auch Seckendorff), studierte in Straßburg Jurisprudenz, Philosophie, Geschichte und Theologie, trat 1645 als Aufseher über die herzogliche Bibliothek in die Dienste Ernst I. von Sachsen-Gotha (des »Frommen«), wurde 1651 gothaischer Hof- und Justizrat, 1656 Geheimer Hof und Kammerrat sowie Hofrichter in Jena und 1663 Wirklicher Geheimer Rat und Kanzler. 1664 trat er als Geheimrat, Kanzler und Konsistorialpräsident in die Dienste des Herzogs Moritz von Sachsen-Zeitz über. 
Er legte seine Ämter 1681 (bis auf zwei Ausnahmen) vollständig nieder und widmete sich seinen wissenschaftlichen und schriftstellerischen Arbeiten auf seinem 1676 erworbenen Gut Meuselwitz bei Altenburg. Er ließ 1677 das Schloss Meuselwitz neu erbauen (1724 bis 1727 wurde es für seinen Neffen Reichsgraf Friedrich Heinrich von Seckendorff zu einer Vierflügelanlage umgebaut, vermutlich von dem Leipziger Baumeister David Schatz).
Kurz vor Ende seines Lebens erhielt er noch einmal einen Ruf als Geheimrat an den Hof von Friedrich III. nach Berlin zu kommen und Gründungskanzler der Universität Halle 1692 zu werden. Kurze Zeit nachdem er in Halle angekommen war – überliefert ist von seiner Tätigkeit hier nur eine Streitschlichtung im November desselben Jahres – verstarb er dort.
Unter dem Namen Der Hilfreiche wurde er 1654 in die Fruchtbringende Gesellschaft aufgenommen.
Er war mit Elisabeth Juliana von Vippbach (1621–1685) und nach deren Tod mit Sophia von Ende (1653–1710) verheiratet. Keines seiner Kinder erreichte das Erwachsenenalter.

## Werke
- Commentarius historicus et apologeticus de Lutheranismo, Gotha 1688 (3 Bde., vollendet, Frankf. u. Leipz. 1692), eine Entgegnung auf Louis Maimbourgs Histoire du Luthéranisme.
- Der deutsche Fürstenstaat (Gotha 1655), in dem S. die Wohlfahrt der deutschen Fürstentümer analysierte und dem Regenten einen Leitfaden an die Hand geben wollte, den Reichtum, die Gerechtigkeit und die staatliche Sicherheit und Ordnung zu wahren und zu mehren. Teutscher Fürsten-Staat, Jena 1720 (Google-Buch 52,9 MB, 9. Februar 2008).
- Teutscher Fürsten Stat. Götze, Frankfurt (Main) 1656. Digitalisat und Volltext im Deutschen Textarchiv
- Der Christenstaat. Leipzig 1685 u. a. (abgerufen am 9. Februar 2008)

Laut einer Forschungsarbeit von 2017 über einflussreiche Wirtschaftsliteratur von vor 1850 kann Der deutsche Fürstenstaat als der Beginn der deutschen wirtschaftswissenschaftlichen Literatur angesehen werden.